# Camponotus tricolor
Camponotus tricolor é uma espécie de inseto do gênero Camponotus, pertencente à família Formicidae.